# Mina de La Joya
La mina de La Joya es un yacimiento minero español situado dentro del término municipal de El Cerro de Andévalo, en la provincia de Huelva. La explotación ha estado activa en varias ocasiones durante la Antigüedad y la Edad Contemporánea, si bien a día de hoy el yacimiento se encuentra inactivo. Como resultado de los trabajos mineros en la actualidad existe una «corta» de 250 metros de largo y 80 metros de ancho, parcialmente inundada.

## Historia
Al igual que en otros yacimientos de la Faja pirítica ibérica, hay constancia de que en época romana se realizaron labores mineras en La Joya. Los estudios contemporáneos de los escoriales romanos de la zona han indicado que la plata fue el metal de mayor producción durante este período.
Durante la segunda mitad del siglo XIX el yacimiento se reactivó nuevamente de la mano del capital británico. En 1879 la Blade Metal Chemical Company se hizo con el control de la mina, iniciando la explotación de sus dos masas minerales ―Poniente y Levante―. En torno a 1895 se paralizaron los trabajos debido a la baja ley del cobre. Para entonces se habían extraído 400.000 toneladas de mineral. A comienzos del siglo XX la mina fue adquirida por la sociedad Hijos de Vázquez López, poniéndose de nuevo en funcionamiento. Se puso en marcha su explotación a través del sistema de «cortas», a cielo abierto, mientras que en el fondo de las cortas se realizaban labores de contramina interior. En 1924 cesó la actividad en La Joya debido a la crisis que vivía el sector.
Las instalaciones mineras llegaron a estar enlazadas con la línea Zafra-Huelva a través de un ramal de 14,648 kilómetros de longitud, permitiendo de esta manera dar salida a los minerales exraídos hasta el puerto de Huelva. El trazado era de vía estrecha y estuvo en servicio durante el período 1908-1924.
En la década de 1950 se reactivó nuevamente el yacimiento, realizándose la explotación mediante minería interior. Las actividades cesaron en 1978.